# Acacia mazatlana
Acacia mazatlana é uma espécie de leguminosa do gênero Acacia, pertencente à família Fabaceae.